# Apanteles ultimus
Apanteles ultimus är en stekelart som beskrevs av Kotenko 1986. Apanteles ultimus ingår i släktet Apanteles och familjen bracksteklar. Inga underarter finns listade i Catalogue of Life.